# Secamone badia
Secamone badia är en oleanderväxtart som beskrevs av Klack.. Secamone badia ingår i släktet Secamone och familjen oleanderväxter. Inga underarter finns listade i Catalogue of Life.